# Parc naturel régional du Colfiorito
Le parc naturel régional du Colfiorito  (italien : Parco di Colfiorito) est une zone protégée qui se situe dans la commune de Foligno,  province de Pérouse et est le plus petit parc régional de l'Ombrie.

## Historique
Le parc a été instauré à la suite de la loi régionale n° 9 du 3 mars 1995 avec comme objectif la protection et la mise en valeur de la zone de Colfiorito afin de sauvegarder l'écosystème du marais.
Depuis l'année 1976, l'endroit était déjà protégé par la convention internationale de Ramsar grâce à la présence d'une tourbière, la richesse des espèces végétales et d'oiseaux et qui, avec les zones avoisinantes de Col Falcone, Piani di Annifo et Arvello, Piano di Ricciano, Selva di Cupigliolo et Sasso di Pale, constitue  une Zone naturelle d'intérêt écologique, faunistique et floristique (SIC).

## Géographie

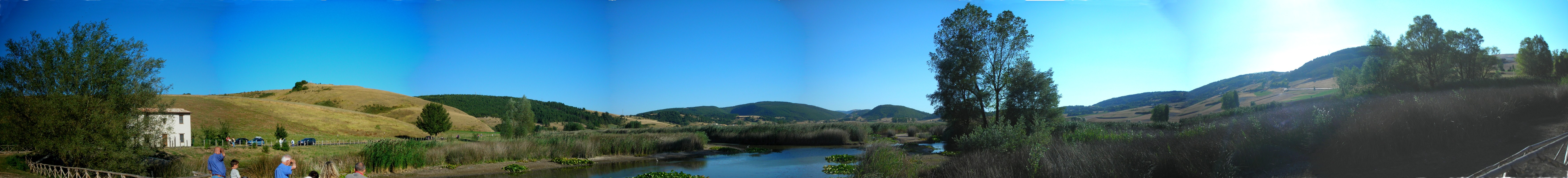

Le parc de Colfiorito se trouve à la frontière entre l'Ombrie et les Marches au pied du mont Pennino sur le haut plateau de l'Apennin ombro-marchesan (it) caractérisé par la présence de vastes plaines appelé « plans » qui sont les restes d'anciens lacs asséchés situés à une altitude comprise entre 750 et 790 m. Le parc comprend une superficie de 338 ha dont environ 100 ha sont couverts par le marais de Colfiorito, défini comme « un des exemples les plus significatifs de zone humide d'Italie centrale et un des rares restés en bon état de conservation des cuvettes  carsico-tectoniques apennines ».

## Faune et flore

### Faune
- Insectes: odonata, coleoptera, lepidoptera, hemiptera.
- Plancton et benthos sur le fond ;
- Poissons : tanche, anguille, carpe commune, carassius carassius, poisson rouge  ;
- Amphibiens : tritons crapaud vert, rhombe, rana kl. esculenta, rana graeca, rana dalmatina ;
- Reptiles : lézard, couleuvre verte et jaune, natrix natrix, elaphe quatuorlineata, vipera,  ;
- Oiseaux : Butor étoilé, héron cendré, oie sauvage, blongios nain, héron pourpré, crabier chevelu, rousserolle effarvatte, rousserolle turdoïde, canard colvert, fulica, gallinule poule-d'eau, grande aigrette, panure à moustaches, busard des roseaux, râle d'eau, busard Saint-Martin, bécassine des marais, sarcelle d'hiver, canard siffleur, fuligule milouin, vanneau huppé, barge à queue noire, courlis, buse variable, épervier d'Europe, Crécerelle, chouette effraie, chouette hulotte, pic épeiche, alouette des champs, sittelle torchepot, pipit des arbres, bergeronnette printanière, tarier des prés, pie-grièche écorcheur, bruant ortolan ;
- Mammifères : belette, renard roux, hérisson, crocidura russula, écureuil, porc-épic à crête, apodemus sylvaticus, loup, fouine, sanglier.

### Flore
- Juncus effusus, spiranthes odorata, nénuphar blanc, roseau commun, massette à larges feuilles, scirpe aigu, carex, iris des marais, butomus umbellatus, Canche cespiteuse, Orchis à fleurs lâches, épipactis des marais, prêle des marais, valériane officinale, trèfle des prés, prunellier, fusain d'Europe, crataegus monogyna, genêt, genévrier commun, cytise à feuilles sessiles, charme, quercus cerris, acer obtusatum,pavot, pin noir.